# Konzervacija i restauracija povijesnog vatrenog oružja
Konzervacija i restauracija povijesnog vatrenog oružja podrazumijeva preventivnu njegu, popravak oštećenja, stabilizaciju, zamjenu komponenti koje nedostaju i potencijalno vraćanje vatrenog oružja u sposobnost pucanja. Zahtijeva razumijevanje različitih vrsta povijesnog vatrenog oružja i znanje o brizi i obradi organskih i anorganskih materijala, budući da se vatreno oružje sastoji od mnogo vrsta materijala, od drva do metala, koji su spojeni zajedno.

## Povijest
Izraz povijesno vatreno oružje odnosi se na oružje korišteno prije 20. stoljeća. Vatreno oružje se uvelike razlikuje po vrsti, funkciji, mehanizmimu za paljenje i ukrasnim elementima. Vatreno oružje je složeni predmet, što znači da je napravljeno od različitih materijala .Općenito, osnovne komponente povijesnog vatrenog oružja su metal (željezo, čelik, mjed) i drvo. Dekorativni elementi mogu uključivati druge metale poput zlata ili srebra i organske materijale poput kostiju, rogovlja ,sedefa i slonovače. Životinjska koža i tetive također su se mogle koristiti za popravak oštećenog vatrenog oružja ili izradu novog oružja od više dijelova. Povijesno vatreno oružje prepoznaje se po stilu cijevi, načinu punjenja i po  mehanizmu za paljenje. Vatreno oružje se prvo može klasificirati prema stilu cijevi te se opisuje kao oružje glatke cijevi ili oružje cijevi sa navojem. oružje glatke cijevi ima glatku unutrašnjost, dok narezana cijev  ima urezan spiralni utor.  Vatreno oružje koje se puni zatvaračem, prvi put je uvedeno u 16. stoljeću, puni se patronama ili granatama kroz stražnji dio cijevi i ima različite sisteme za paljenje. Treći način na koji se povijesno vatreno oružje također može kategorizirati je prema mehanizmu za paljenje poznatom kao zatvarač. Nekoliko vrsta  razvijeno je tijekom stoljeća; međutim, najčešći  su sustav na  fitilj, sustav na kolo, sustav  na kremen i udarna kapisla .

## Vrste povijesnog vatrenog oružja
Najraniji sustav  za  opaljenje vatrenog oružja jest onaj na  fitilj.Kao  primjere  navedimo arkebuze i muškete iz razdoblja prije 1600 godine. Sustav na kolo,eng. Wheellock , razvijen je oko 1500. godine, koristio je kotač s oprugom .za stvaranje paljenja. Razvijen u 17. stoljeću, sustav sa kremenom,eng.Flintlock je koristio udar na kremen za opaljenje vatrenog oružja . Kremenjače su se koristile za različito vatreno oružje, od pištolja do mušketa i pušaka. Udarna kapisla uvedena  je početkom 1800-ih i na kraju je zamijenio sustav na kremen. Sustav je  vrlo sličan onom na kremen i brojno je oružje  preinačeno kako bi umjesto  kremena  koristilo ovaj sustav.. Vatreno oružje s udarnom kapislom moglo je imati glatku ili užljebljenu cijev.

### Agensi propadanja i preventivna zaštita
Uzročnici propadanja su sile koje uzrokuju fizičku, kemijsku i biološku štetu i dovode do nepovratnih gubitaka muzejskih predmeta. Preventivni konzervatori rade na održavanju muzejskih zbirki poduzimanjem koraka za sprječavanje ili smanjenje učinaka uzročnika propadanja na objektima.

### Fizička sila
Fizičke sile mogu  izravno ili  neizravno prouzročiti štetu sudarom između predmeta i dijelova ili drugih objekata . Oštećenje predmeta rezultat je pet mogućih fizičkih sila: udarca, šoka, vibracija, abrazije i pritiska. Za povijesno vatreno oružje najveći rizik od oštećenja je od udarca. Ako se ne drži pravilno, postoji opasnost da vatreno oružje padne ili da udari u okolne predmete ili opremu. Oštećenje od udarca također se može dogoditi ako vatreno oružje nije ispravno postavljeno kada je izloženo te padne. Oštećenja od udarca mogu uzrokovati pucanje, lomljenje i lomljenje drva i drugih organskih materijala; i može udubiti, izgrebati ili odlomiti metalne komponente. Kako bi se smanjio rizik od oštećenja fizičkim silama, povijesno vatreno oružje trebalo bi poduprijeti objema rukama i držati ga ispred tijela, imati odgovarajuće držače za zaslon i pohraniti ga u odgovarajuće kutije podstavljene mikropjenom. Osoba koja rukuje vatrenim oružjem treba biti oprezna i paziti na svoju okolinu kada pomiče predmet kako bi izbjegla da ga udari u drugo vatreno oružje, predmete ili opremu.

### Temperatura
Nepravilna temperatura može oštetiti drvene dijelove. Kombinacija dugotrajnog ili prekomjernog izlaganja svjetlu s visokim temperaturama uzrokovat će pucanje drva i gubitak ili promjenu  oblika.  Visoke temperature imat će sličan učinak na sirovu i poluštavljenu kožu, slonovaču, kost i rog. Kako bi se usporio proces propadanja, povijesno vatreno oružje treba držati na temperaturama ispod temperature od 72 F .

### Relativna vlažnost zraka
Relativna vlažnost utječe na drvene i metalne dijelove vatrenog oružja. Preniska vlažnost može uzrokovati sušenje i pucanje drva i drugih organskih materijala. Vlažnost koja je previsoka, iznad 65%, može uzrokovati bubrenje drva, može nagrizati metal i pogodovati razvoju plijesni.  Preferirani raspon relativne vlažnosti je između 45% i 50%; međutim, uzimajući u obzir sezonske promjene, prihvatljiv raspon je  od 35% do 60%.  Preferirani raspon relativne vlažnosti za rogovlje, kost i slonovaču je 45% do 55% .Sirova ili poluštavljena koža, ako se koristi na vatrenom oružju, također je podložna utjecaju vlage. Životinjska koža će upiti vlagu stvarajući idealno stanište za rast plijesni, a ako je vlažnost preniska, koža će se raspuknuti ili potencijalno oštetiti vatreno oružje. Kao i kod rogovlja, kostiju i bjelokosti, životinjska koža najstabilnija je s relativnom vlagom od 45% do 55% .

### Voda
Voda šteti većini povijesnih objekata. Za povijesno vatreno oružje voda će uzrokovati koroziju metalnih dijelova, nabubriti drvo i potaknuti rast plijesni. Voda će također uzrokovati bubrenje rogovlja, kostiju i slonovače.  Životinjska sirova koža i poluštavljena koža upijaju vlagu i bit će u opasnosti od razvoja plijesni. Također bi mogao izgubiti boju. Povijesno vatreno oružje trebalo bi pohraniti podalje ili zaštititi od potencijalnih izvora vode, kao što su izložene vodovodne cijevi ili s tla ako postoji opasnost od poplave.

### Vatra
Povijesno vatreno oružje je u opasnosti od oštećenja ako je izloženo vatri i može dovesti do gubitka predmeta. Drvo i drugi organski materijali će izgorjeti, a metal se može rastopiti ili izobličiti. Ako vatreno oružje nije provjereno na zaostatak baruta ili umetnuto streljivo, a još uvijek je napunjeno, vatra može zapaliti barut i dovesti do slučajnog pražnjenja. Vatreno oružje treba držati podalje od zapaljivih kemikalija i predmeta.

### Svjetlo, UV, infracrveno
Visoka razina svjetla štetna je za organske materijale koji se nalaze na povijesnom vatrenom oružju. Dugotrajna ili jaka izloženost svjetlu uzrokovat će tamnjenje ili blijeđenje drva, slonovače, kosti i rogovlja, ovisno o materijalu.  Izlaganje UV svjetlu će izblijediti i izbijeliti drvo, a infracrveno svjetlo će osušiti i izblijedjeti drvene komponente.  Kako bi se spriječilo oštećenje uzrokovano izlaganjem svjetlu, UV filtri se mogu koristiti na svjetlima i prozorskom staklu. Izvori svjetla za vitrine trebaju biti smješteni izvan vitrine. Nakon postizanja maksimalne izloženosti od 100 luksa tijekom osam sati dnevno, šest dana u tjednu tijekom godine,  povijesno vatreno oružje trebalo bi ukloniti iz izložbe i pohraniti u kutiju ili ormar odnosno ladičar.

### Štetočine
Štetočine su prije svega kukci i životinje koji oštećuju i uništavaju muzejske zbirke  Organski materijali na povijesnom vatrenom oružju osjetljivi su na napade štetočinama. a. Redovito čišćenje vatrenog oružja i izložbenog prostora pomoći će u sprječavanju najezde nametnika.

### Zagađivači
Zagađivači su okolišni agensi, kemijski ili fizički, koji mogu promijeniti estetski izgled ili oštetiti predmete  Prašina , sastavljena od prljavštine, vlakana, stanica kože i peludi, čest su zagađivač, ali ako se ne uklone može dovesti do oštećenja. Na povijesnom vatrenom oružju prašina će upiti vlagu i oštetiti predmete.  Redovitim čišćenjem smanjit će se nakupljanje prašine i drugih čestica. Ostali zagađivači će kemijski reagirati s predmetom, potencijalno uzrokujući trajna oštećenja. Nepravilno skladištenje ili materijali za izlaganje mogu reagirati na metalne komponente i uzrokovati koroziju. Jedan materijal koji se ne smije skladištiti s vatrenim oružjem je koža koja će nagrizati metal jer ispušta plinove. Materijali za pohranjivanje i izlaganje mogu se testirati pomoću Oddy testa kako bi se utvrdilo hoće li reagirati na komponente vatrenog oružja.

### Razdruživanje
Disasocijacija je gubitak podataka, objekata ili povezanosti između objekata . Može se dogoditi kada se dokumentacija izgubi, objekti ili njihovi dijelovi budu oštećeni ili uklonjeni i izgubljeni. S povijesnim vatrenim oružjem, odvajanje se može dogoditi kada se oružje rastavi radi čišćenja ili se uklone udarne igle kako bi se spriječila krađa ili slučajno opaljenje. Bez odgovarajućeg označavanja i praćenja dijelovi se mogu izgubiti. Serijski brojevi i oznake proizvođača mogu se ukloniti ako se vatreno oružje očisti abrazivnim kemikalijama. Kako bi se spriječilo odvajanje, sve komponente treba označiti, zabilježiti serijske brojeve, a ako je dio uklonjen, treba zabilježiti njegovu lokaciju. Prilikom čišćenja vatrenog oružja treba koristiti odgovarajuća sredstva za čišćenje i vosak kako bi se spriječio gubitak povijesnih podataka.

### Krađa i vandalizam
U Sjedinjenim Državama povijesno vatreno oružje ne mora biti registrirano i popularan je kolekcionarski predmet, što ga čini potencijalnom metom krađe. Kako bi spriječili krađu, muzeji mogu odlučiti ukloniti udarnu iglu, čineći tako pištolj neispravnim i manje poželjnim za lopove ( kod nas  ovo zasad nije  precizno regulirano). Kada je izloženo, vatreno oružje treba držati u kutijama od akrila, polikarbonata ili sigurnosnog stakla, te ih treba zaključati ili zatvoriti vijcima.  U skladišnim prostorima vatreno oružje također treba biti zaključano na sigurno mjesto ili u metalnim ladicama i mora postojati minimalan broj ključeva za otključavanje izložbenih ili skladišnih kutija. Ključevi se također ne bi trebali lako replicirati. Ako se vatreno oružje koristi za istraživanje, istraživače bi trebalo nadzirati i ne im dopustiti da nose kapute ili ruksake u području istraživanja jer su neke vrste povijesnog vatrenog oružja prilično male i lako  stane u džep kaputa ili ruksak.

### Rukovanje
Ispravno rukovanje važno je za sprječavanje oštećenja povijesnog vatrenog oružja. Rukavice, bilo nitrilne ili bijele pamučne, trebale bi se nositi svaki put kada se rukuje povijesnim vatrenim oružjem jer prirodna ulja, soli i kiseline iz kože mogu izazvati koroziju na metalnim površinama .  Oružje treba držati ispred tijela i pridržavati ga objema rukama,cijev nikao ne okretati prema  sebi ili drugim osobama.   Kao sigurnosnu mjeru, vatreno oružje treba uvijek provjeriti da nije napunjeno. Za vatreno oružje koje se puni zatvaračem, nakon otvaranja cijevi, potrebno je osvijetliti  cijev ili upotrijebiti malo ogledalo da se pogleda zatvarač kako biste vidjeli je li cijev blokirana. Treba kontaktirati konzervatora ako je cijev začepljena i uložak se ne može lako izvaditi. Za provjeru vatrenog oružja koje se puni iz cijevi, šipka za čišćenje umetne se u cijev i označi, zatim se šipka izvadi i poravna s cijevi.  Ako je razlika između mjesta na kojem je označena šipka i dodirne rupe veća od 3,7 cm cijev je najvjerojatnije nabijena i potrebno je konzultirati konzervatora.

### Pohrana
Povijesno vatreno oružje trebalo bi čuvati podalje od zagađivača poput vune ili svile  te filca. Malo vatreno oružje i dugo oružje može se pohraniti u kutije bez kiseline i treba ih poduprijeti ili obložiti polietilenskom pjenom ili bezkiselinskim papirom. Puške  se isto mogu pohraniti u kutije i poduprijeti kao malo vatreno oružje. Ako, međutim;ovo nije moguće   mogu se skladištiti okomito s cijevima prema dolje i obložene polietilenskom pjenom. 

### Okolina
Okolina u kojoj se čuvaju povijesni predmeti uvelike utječe na njihovo ukupno dugoročno stanje. Za povijesno vatreno oružje važno je znati da će zbog svoje kompozitne prirode spomenutog svaki materijal drugačije reagirati na utjecaje okoliša,i koji zauzvrat mogu utjecati i na susjedne površine.  Općenito, prihvatljive razine vlage tempertaure i rasvjete povijesnog vatrenog oružja su relativna vlažnost između 35 i 50% i temperatura ispod 20 C ,te razina  rasvjete od oko 150 luksa ili manje ako se radi o  predmetima  na kojima su zastupljeni i materijali osjetljivi na  svijetlo.  Iako njihove tolerancije mogu varirati, UV i infracrveno svjetlo oštetit će materijale povijesnog vatrenog oružja i treba ih konstantno nadzirati.

### Briga
Očuvanje povijesnog vatrenog oružja zahtijeva znanje o čuvanju i tretmanu organskih i anorganskih materijala. Tretman može biti u rasponu od jednostavnog čišćenja do konzerviranja-restauriranja . Prije popravka treba razmotriti tri čimbenika: je li izvor oštećenja uklonjen, koliki je opseg oštećenja i koji su dugoročni učinci primijenjenjih mjera.  Opće smjernice za konzervatorski postupak na bilo kojem predmetu je osigurati da je obrada reverzibilna, rabljeni materijali trebaju biti kemijski i fizički kompatibilni, a moramo koristiti stabilne kemikalije koje neće ispuštati plinove ili reagirati s predmetom stvarajući dalje pogoršanje. Sve  postupke Osim generalnog čišćenja kao dijela rutine održavanja muzeja, trebao bi obaviti državno ispitani ili školovani konzervator restaurator.

### Čišćenje
Čišćenje povijesnog vatrenog oružja počinje ispitivanjem njegovog stanja kako bi se osiguralo da može izdržati postupak čišćenja. Može biti potrebno djelomično rastavljanje; međutim, ne preporučuje se rastavljanje zatvarača. Prašina i prljavština mogu se ukloniti mekom četkom. Treba izbjegavati komercijalne proizvode za čišćenje i lakove te sredstva za poliranje mesinga i srebra jer ta tredstva  mogu oštetiti staro vatreno oružje te uništiti eventualne  tragove izvorno korištenih postupaka i prevlaka . Ponekad se voskovi za očuvanje muzejskih predmeta , poput Renaissance Wax-a, koriste za poboljšanje izgleda i zaštitu od prašine starog vatrenog oružja.

#### Konzervacija-restauracija
Konzervatorsko-restauratorski rad na povijesnom vatrenom oružju niz je postupaka osmišljenih za stabilizaciju, popravak ili restauraciju dijelova i zaustavljanje propadanja.  Stabilizacija vatrenog oružja znači uspostavljanje idealnih okolišnih uvjeta , uklanjanje korozije, zamjenu komponenti koje nedostaju i popravak slomljenih dijelova.  Cilj restauratorskih radova može biti vraćanje vatrenog oružja u izvorni oblik, vraćanje svih mehaničkih komponenti u ispravno stanje ili vraćanje sposobnosti pucanja ( ovo  pretposljednje i posljednje nikako nije  nužno niti poželjno kod muzejskog vatrenog oružja, već se odnosi prije  svega  na  oružje u  privatnim  zbirkama ). Konzervacija-restauracija povijesnog vatrenog oružja zahtijeva  rad iskusnog konzervatora restauratora specijaliziranog za  ovaj materijal.

## Školovanje
Kod nas specijalističkog školovanja  za  konzervatore restauratore  povijesnog  oružja nema, no postoji  školovanje za predmete  od  metala  te  drveta,odnosno 2 najvažnija  materijala  korištena  u  izradi  istog. Većinom je  oružje u   našim  muzejima  opustošeno neprimjerenim i  grubim  čišćenjem, bez ikakovih  tragova  eventualnog izvornog izgleda.

## Vanjske poveznice
https://publications.gc.ca/collections/collection_2016/pch/NM95-55-16-1995-eng.pdf